# José Luis Gallegos Arnosa
José Luis Gallegos Arnosa (Jerez de la Frontera, ... – ...; fl. XIX secolo) fu il fondatore della prima società di calcio ufficiale nella città di Siviglia e presidente dello stesso, il Sevilla Fútbol Club.

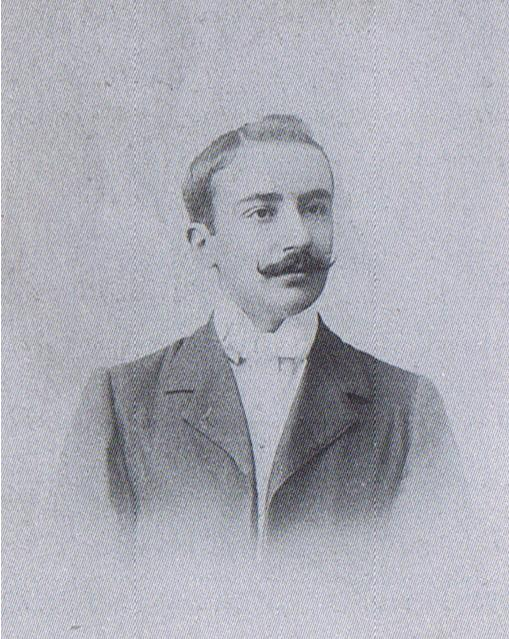
José Luis Gallegos, primo presidente del Sevilla FC.

Trasferitosi dall'Inghilterra, dove aveva studiato e dove aveva iniziato a praticare il neonato sport del foot-ball, arrivò in Spagna e iniziò a lavorare come armatore e agente di commercio. Nel porto di Siviglia strinse amicizia con l'inglese Adam Wood, capitano della "Cordova", un mercantile che navigava tra Siviglia e Londra trasportando arance amare per la produzione di marmellata.
Adam Wood, grande appassionato di calcio, assieme a Gallegos iniziò la ricerca di nuovi giocatori. Assieme a loro i fratelli Welton, Isaias White, Merry e il dottor Landong, nel 1890 furono tra i pionieri del neonato Sevilla Foot-ball Club.